# Johannes Skylitzes
Johannes Skylitzes (Ἰωάννης Σκυλίτζης Iōannēs Skylitzēs), född omkring 1050, död efter 1092, var en grekisk historiker. Han är ihågkommen för sin krönika Sýnopsis historiôn, som skildrar perioden 811–1057 i det Bysantinska rikets historia. Skylitzes är eventuellt också upphovsman till ett fortsättningsverk som avhandlar åren 1057–1079 och som har blivit känt som Skylitzes continuatus.

## Sýnopsis historiôn

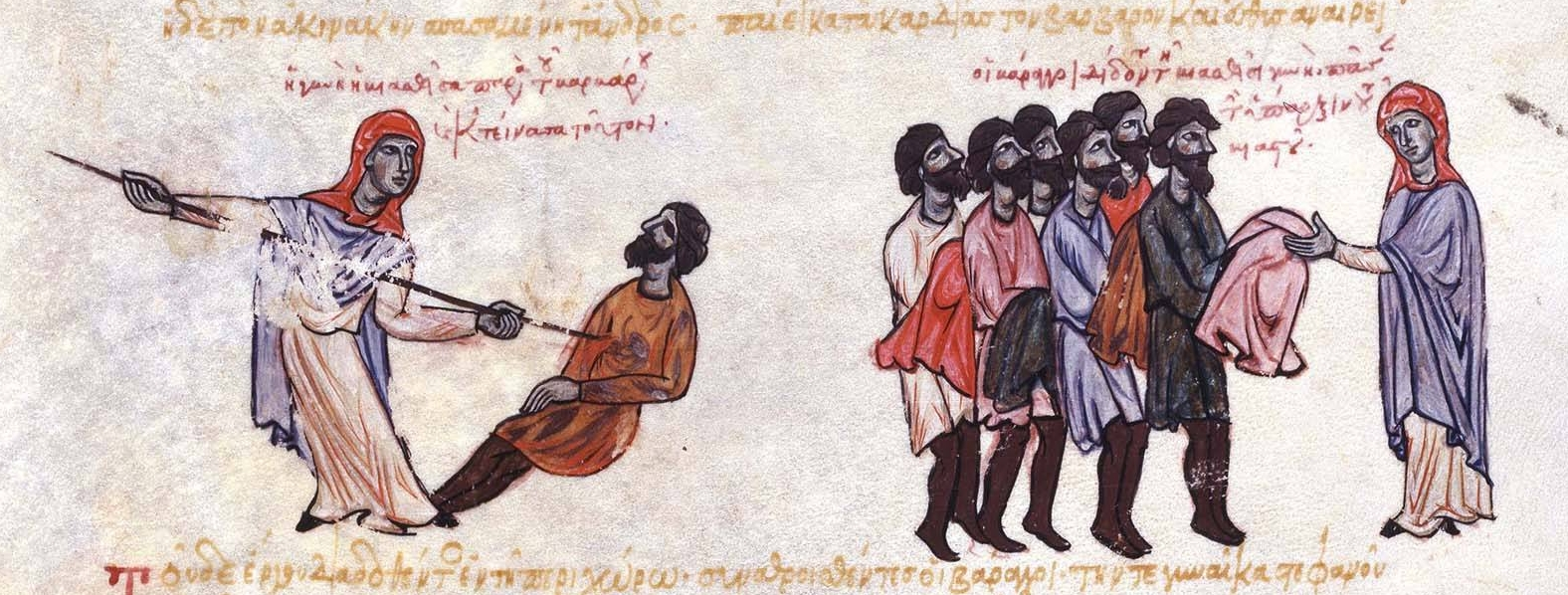
En illumination ur Madrid-manuskriptet av Sýnopsis historiôn visar hur en trakesisk kvinna dödar en väring som försökt att våldta henne, varefter hans medkämpar hedrar henne och ger henne hans tillhörigheter.

Johannes Skylitzes' främsta verk är krönikan Sýnopsis historiôn (Σύνοψις Ἱστοριῶν, "historiesammanfattning"), som skildrar den Bysantinska riket under perioden 811–1057, från kejsaren Nikeforos I:s död fram till dess att Mikael VI blev avsatt. Typiskt för krönikor ges tonvikt åt naturkatastrofer och liknande händelser och persongalleriet är genomgående svartvitt. I den avslutande delen av krönikan framträder särskilt generalen Katakalon Kekaumenos som tros ha varit en god vän till Skylitzes. Verket är skrivet som en fortsättning på Theofanes bekännarens krönika som Skylitzes inte ansåg hade fått någon värdig efterföljare.

## Madrid-manuskriptet

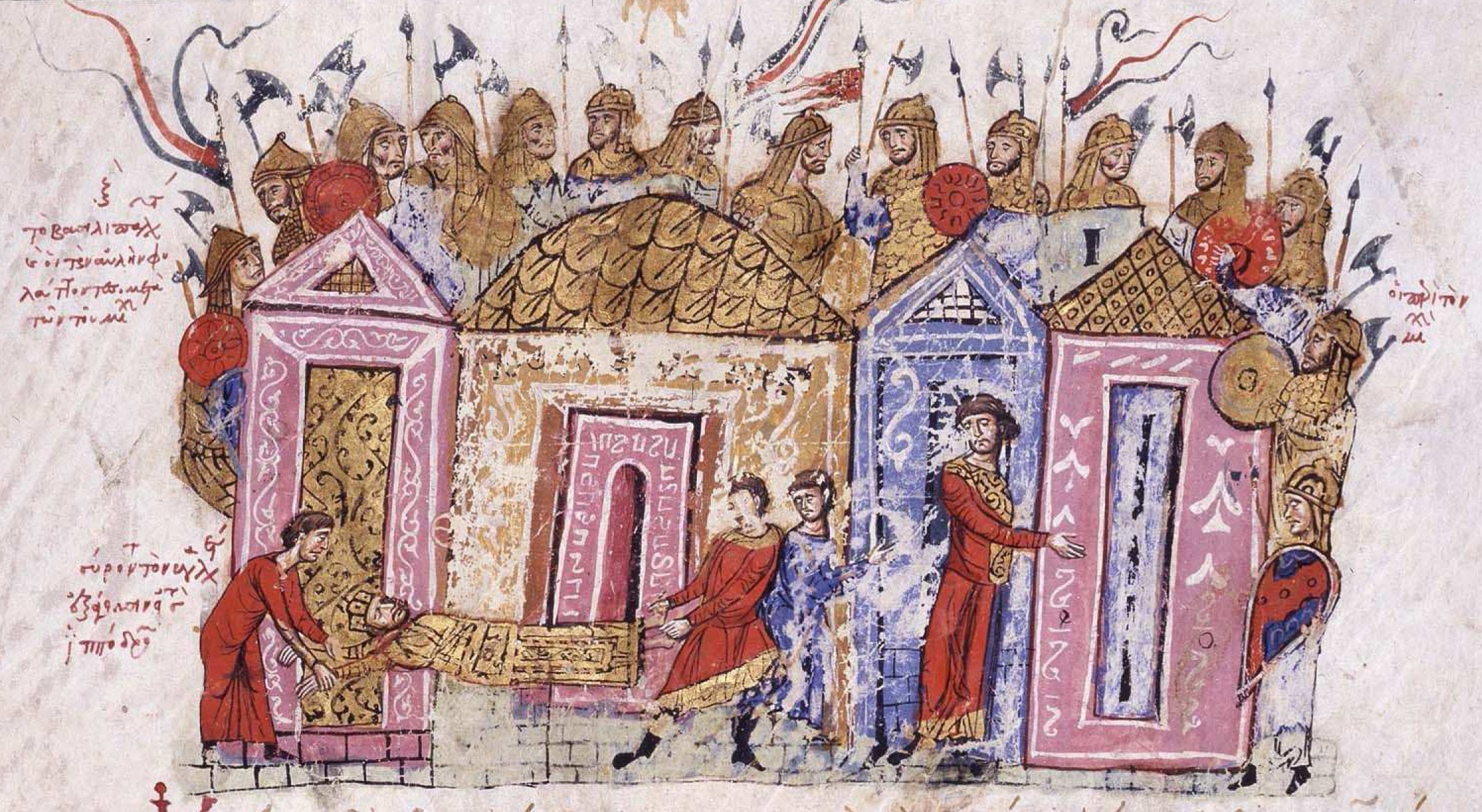
Väringagardet i Madrid-manuskriptet. Dessa synes avbildats i bysantisk rustning men med nordiska långyxor och spjut.

Det mest kända manuskriptet av Sýnopsis historiôn härstammar från 1100-talets Sicilien och förvaras på Spaniens nationalbibliotek i Madrid. Manuskriptet innehåller 574 miniatyrmålningar och är det enda exemplet på ett illustrerat bysantinskt historieverk som finns bevarat i sitt grekiska originalskick.